# Norrsjön (Alfta socken, Hälsingland)
Norrsjön är en sjö i Ovanåkers kommun i Hälsingland och ingår i Ljusnans huvudavrinningsområde. Sjön är 15,9 meter djup, har en yta på 2,42 kvadratkilometer och befinner sig 92,2 meter över havet. Sjön avvattnas av vattendraget Voxnan.

## Delavrinningsområde
Norrsjön ingår i det delavrinningsområde (680552-151573) som SMHI kallar för Utloppet av Norrsjön. Medelhöjden är 110 meter över havet och ytan är 19,04 kvadratkilometer. Räknas de 461 avrinningsområdena uppströms in blir den ackumulerade arean 3 487,08 kvadratkilometer. Voxnan som avvattnar avrinningsområdet har biflödesordning 2, vilket innebär att vattnet flödar genom totalt 2 vattendrag innan det når havet efter 65 kilometer. Avrinningsområdet består mestadels av skog (44 procent), öppen mark (11 procent) och jordbruk (19 procent). Avrinningsområdet har 2,32 kvadratkilometer vattenytor vilket ger det en sjöprocent på 12,2 procent. Bebyggelsen i området täcker en yta av 1,29 kvadratkilometer eller 7 procent av avrinningsområdet.